# Hoya naumannii
Hoya naumannii är en oleanderväxtart som beskrevs av Rudolf Schlechter. Hoya naumannii ingår i släktet Hoya och familjen oleanderväxter. Inga underarter finns listade i Catalogue of Life.